# Hraniční přechod Bílý Potok – Paczków
Hraniční přechod Bílý Potok – Paczków (polsky Przejście graniczne Paczków – Bílý Potok) je bývalý silniční hraniční přechod na česko-polské státní hranici na hraničním úseku II/192/2 - II/192/3 mezi českou vesnicí Bílý Potok (část města Javorník, okres Jeseník, Olomoucký kraj) a polským městem Paczków (Okres Nisa, Opolské vojvodství). Přechod leží v nadmořské výšce 267 m n. m. na silnici I/60; za hranicí pokračuje polská silnice 382. Před zrušením byl určen pro pěší, cyklisty, motocykly, osobní a nákladní automobily s nosností do 3,5 tuny.
Hraniční přechod byl zrušen při vstupu České republiky do Schengenského prostoru v roce 2007. V případě dočasného znovuzavedení ochrany vnitřních hranic je provoz na hraničním přechodu upraven Sdělením Ministerstva vnitra č. 395/2021 Sb.